# TIGARAH
TIGARAH（ティガラ）は、日本のMCである。慶應義塾大学法学部政治学科卒業。

## 概要
FIFA 07、FIFA 08などのテレビゲームのサウンドトラックに参加していた。2009年、ユニバーサルからメジャー・デビュー。

## ディスコグラフィ

### アルバム
- The Funkeira goes BANG!（2009年）
- This World Is My Playground（2015年）

### ミニアルバム
- Girl Fight!（2006年）
- TIGARAH!（2009年）